# 아이크와 함께하는 KFM 팝스 잉글리쉬
아이크와 함께하는 KFM 팝스 잉글리쉬는 KFM 경기방송의 라디오 일요일 팝 영어 프로그램이다.

## 프로그램 소개
- 팝송, 이젠 가사가 들릴거에요~~

| KFM 경기방송                 |                                     |                          |
| 이전                         | 아이크와 함께하는 KFM 팝스 잉글리쉬 | 다음                     |
| 전지영의 스윗뮤직            | 아이크와 함께하는 KFM 팝스 잉글리쉬 | 경기방송 6시 취재현장    |
| 오후 4시 5분 ~ 오후 5시 30분 | 오후 5시 30분 ~ 저녁 6시            | 저녁 6시 ~ 저녁 6시 30분 |
|                              |                                     |                          |